# Nan Fung Group

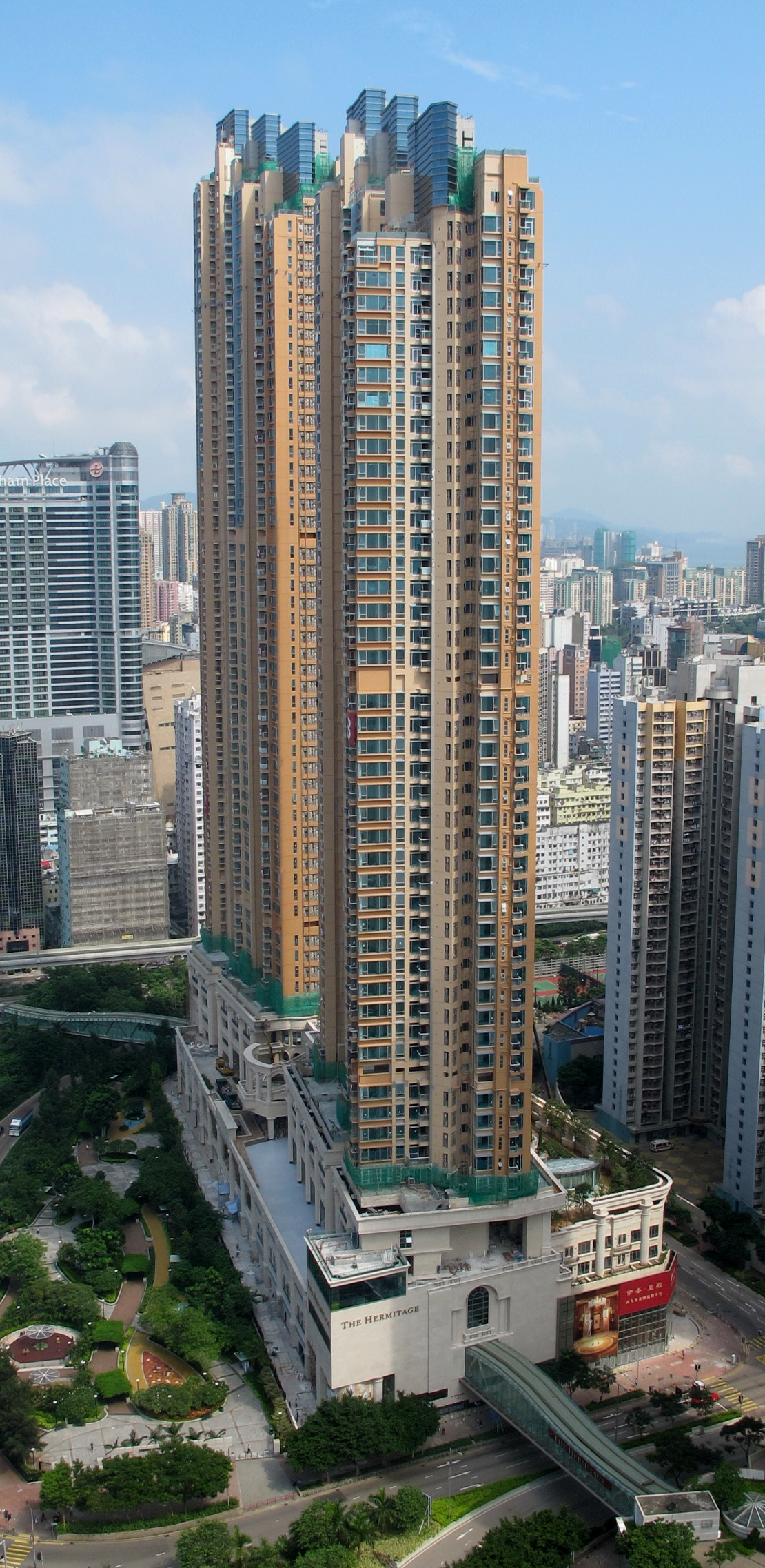
Актив Nan Fung Group в Гонконге

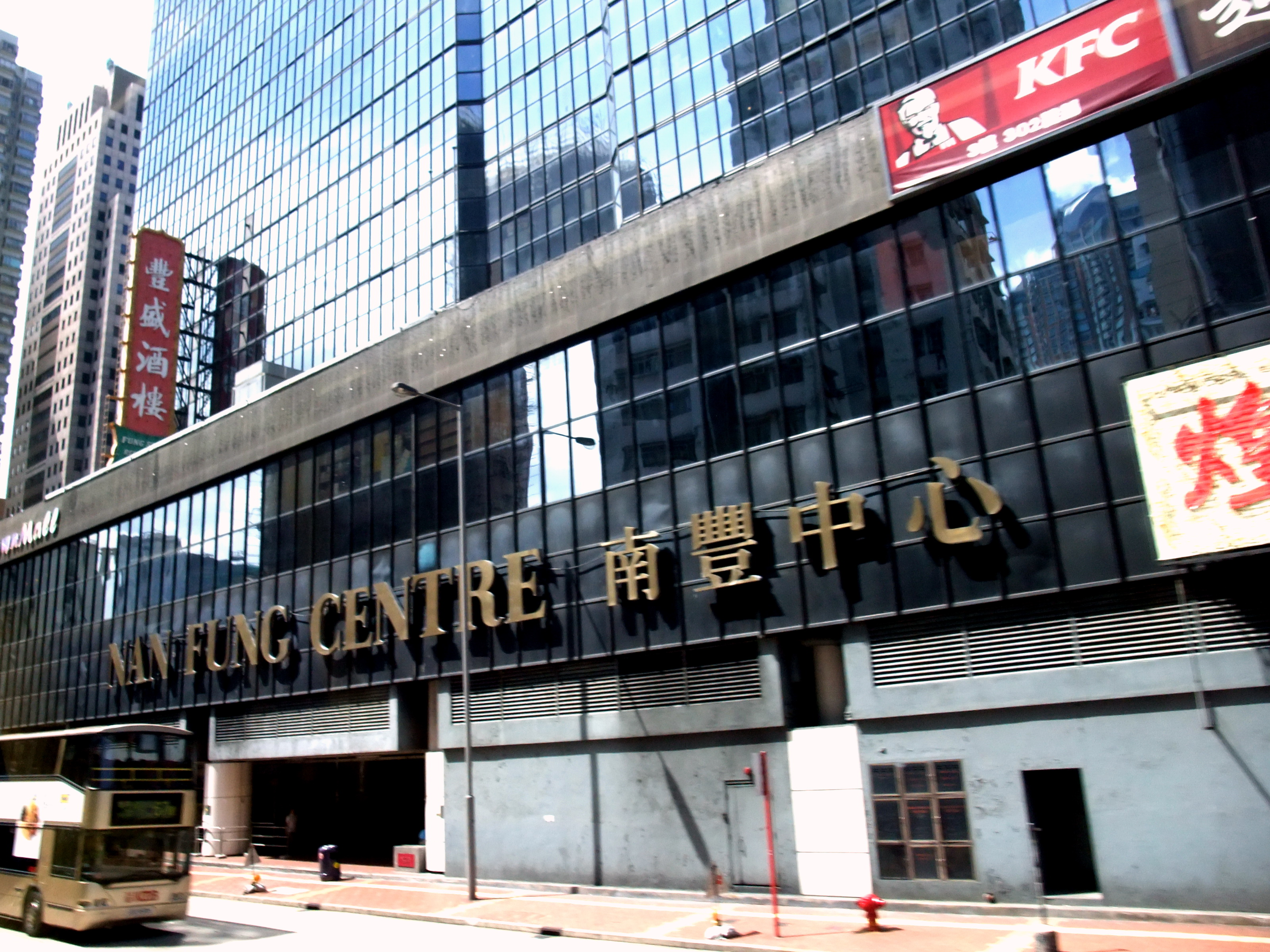
Актив Nan Fung Group в Гонконге

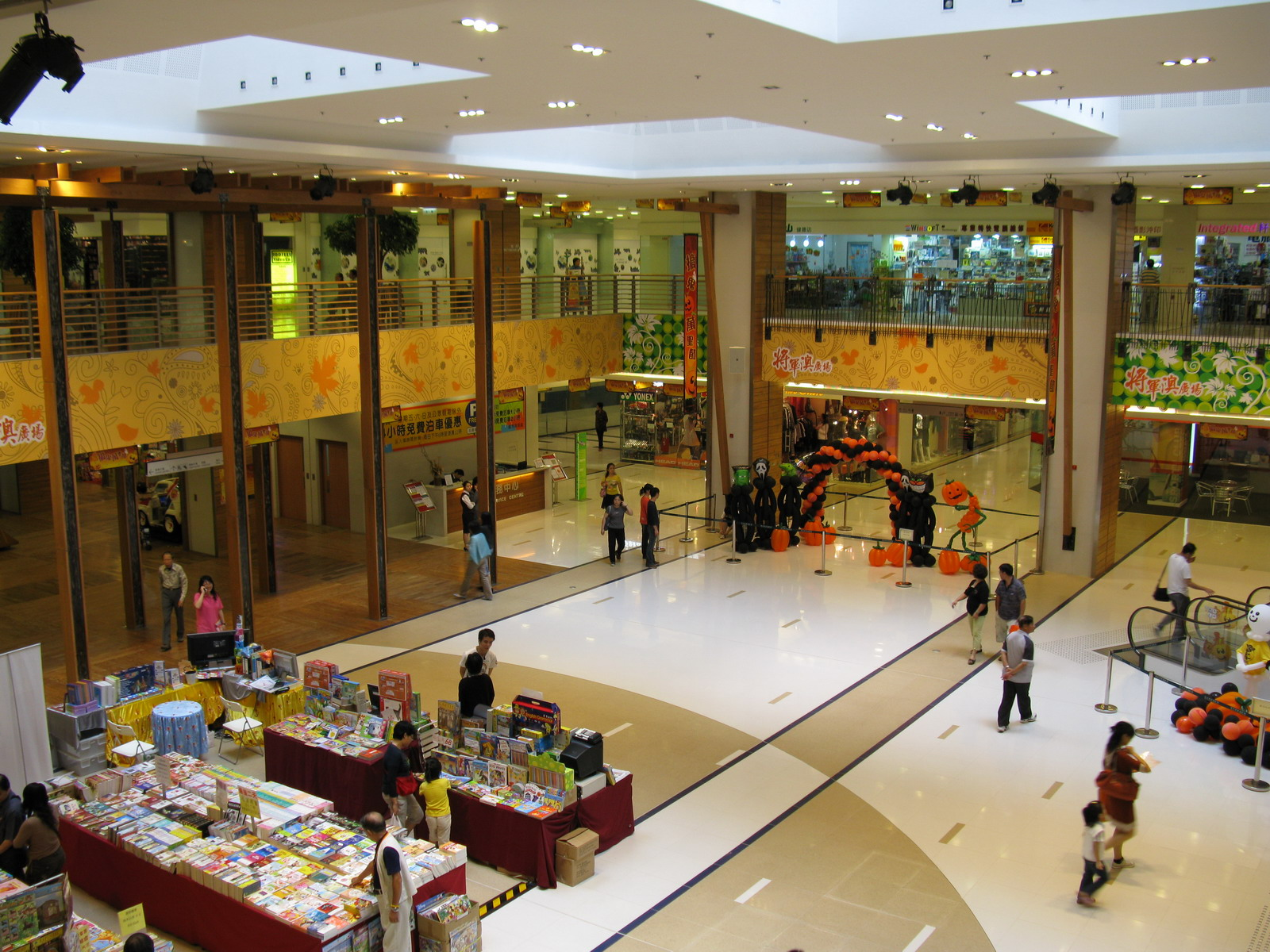
Актив Nan Fung Group в Гонконге

Nan Fung Group (南豐集團) — многопрофильный конгломерат, базирующийся в Гонконге. Специализируется на операциях с недвижимостью, строительстве, судоходстве, текстильной промышленности и финансовых услугах. 

## История
Группа основана в 1954 году в Гонконге китайским предпринимателем Чен Дин Хва как небольшая текстильная компания Nan Fung Mill. В 1975 году в рамках диверсификации текстильного бизнеса Чэн Динхва занялся судоходством, в 1978 году разработал свой первый крупный жилой комплекс Nam Fung Sun Chuen в Восточном округе, в 1983 году закончил торгово-офисный комплекс Nan Fung Centre в округе Чхюньвань.
В 2010 году в связи с болезнью Альцгеймера гонконгский суд объявил Чэн Динхва неспособным управлять компанией. Бразды правления семейным бизнесом перешли его младшей дочери Вивьен, с чем не согласилась проживавшая в США её старшая сестра Энджела, что вылилось в череду судебных споров.

## Структура
Девелоперские проекты Nan Fung Group расположены в Гонконге (LOHAS Park, Metro Town, Park Central, Airside), Китае, Макао, Японии, Корее, Сингапуре, Малайзии, Великобритании, США и Германии.
Основные дочерние компании Nan Fung Group:
- Nan Fung Development
- Chun Yip Construction
- Bordon Construction
- Century Wealth Development
- Nan Fung Finance
- Vineberg Finance
- Nan Fung Textiles Consolidated
- Nan Fung Shipping Limited - подразделение компании, созданное в 1978 году, во владении которого по состоянию на 2013 год находится 17 судов (5 балкеров, 3 контейнеровоза и 9 танкеров) сдаваемых во фрахт (аренду)[7].